# بابار سوباش
بابار سوباش (انگلیسی: Babbar Subhash؛ زادهٔ ۶ دسامبر ۱۹۴۵) کارگردان فیلم اهل هند است.
وی کارگردان فیلم‌هایی همچون عشق عشق عشق و تکاور بوده‌است.